# Fernskiwanderweg Schonach–Belchen

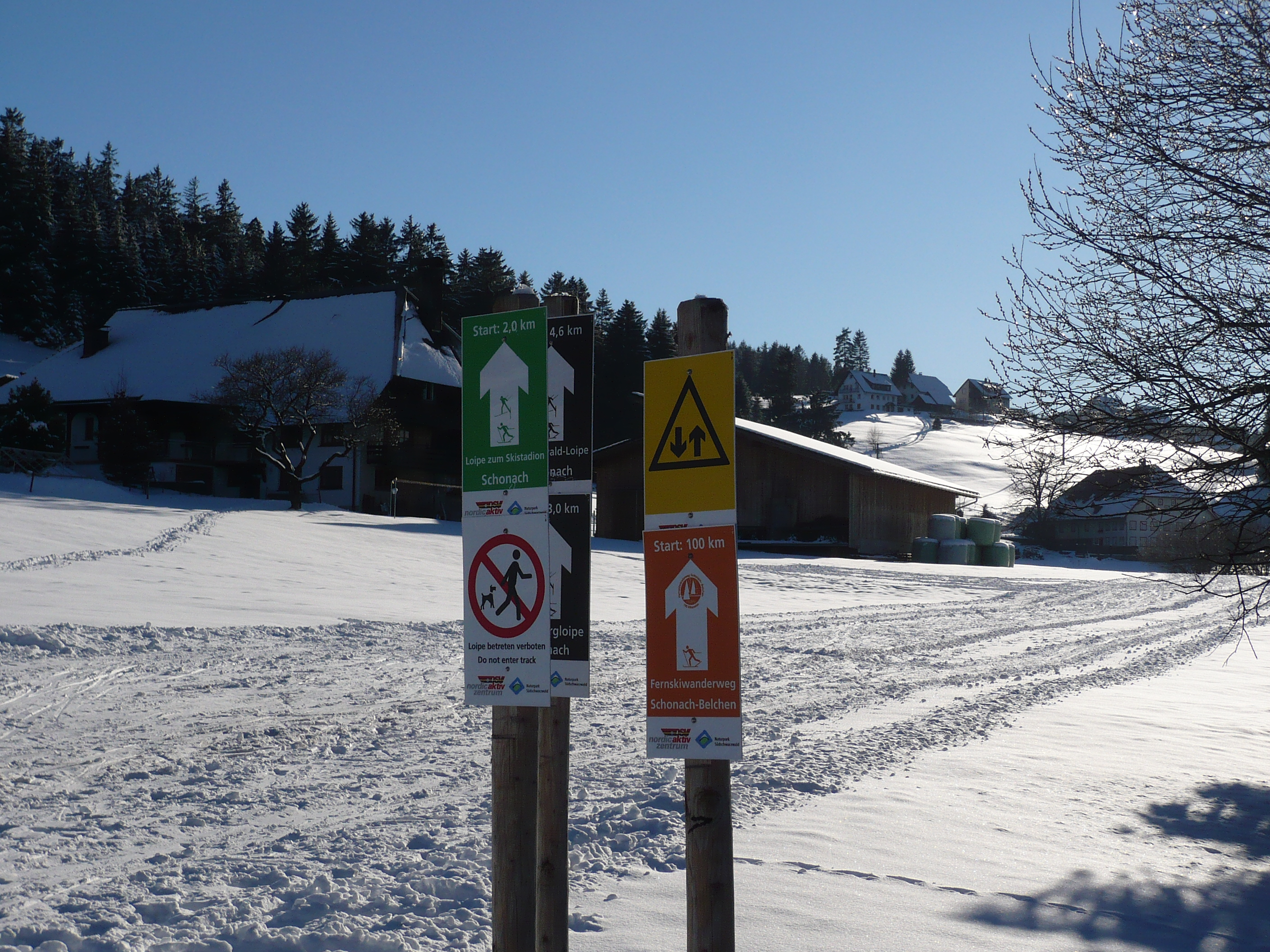
Start des Fernskiwanderwegs bei der Sporthalle in Schonach

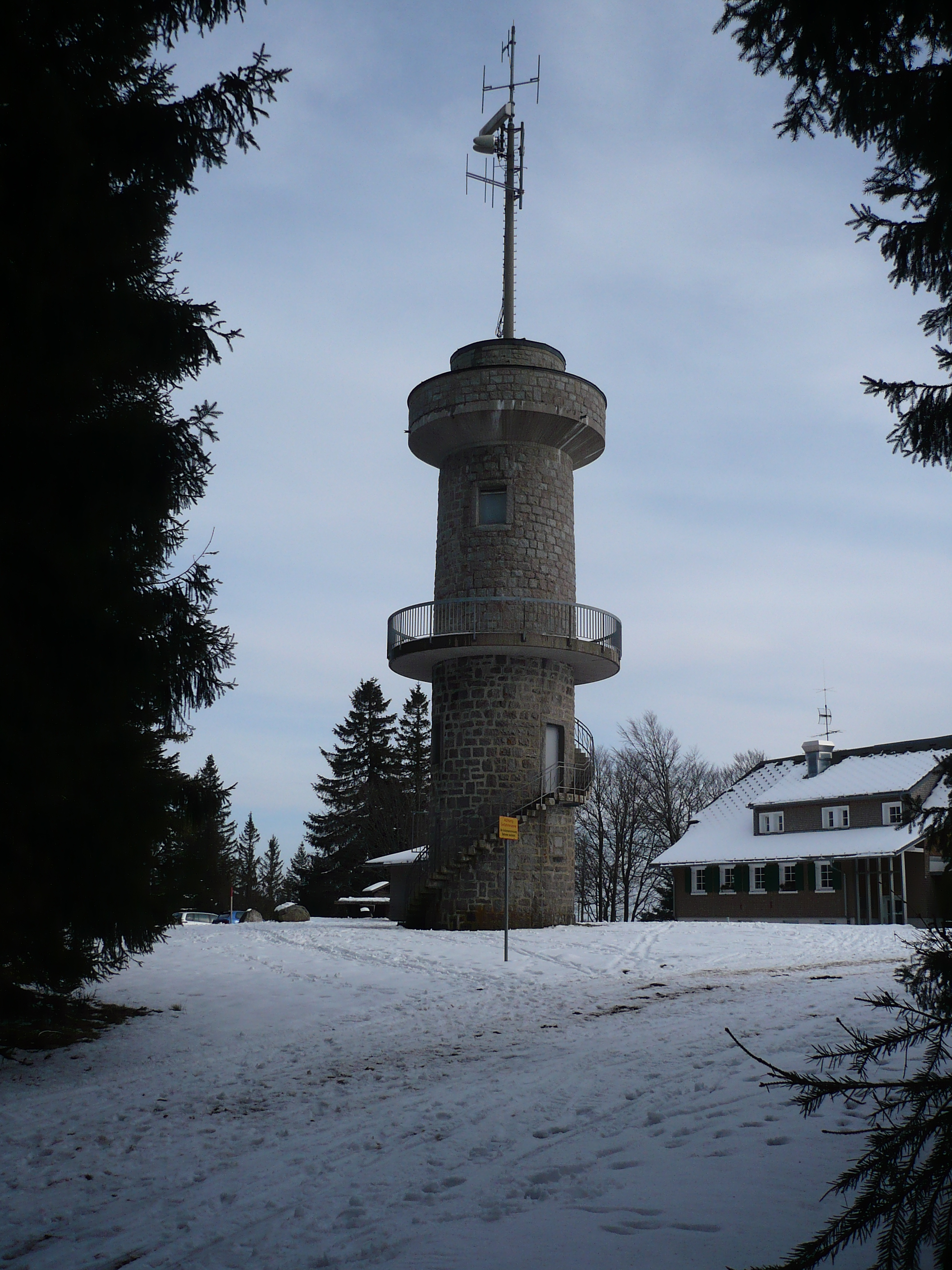
Am Brendturm, etwa bei 18,5 km

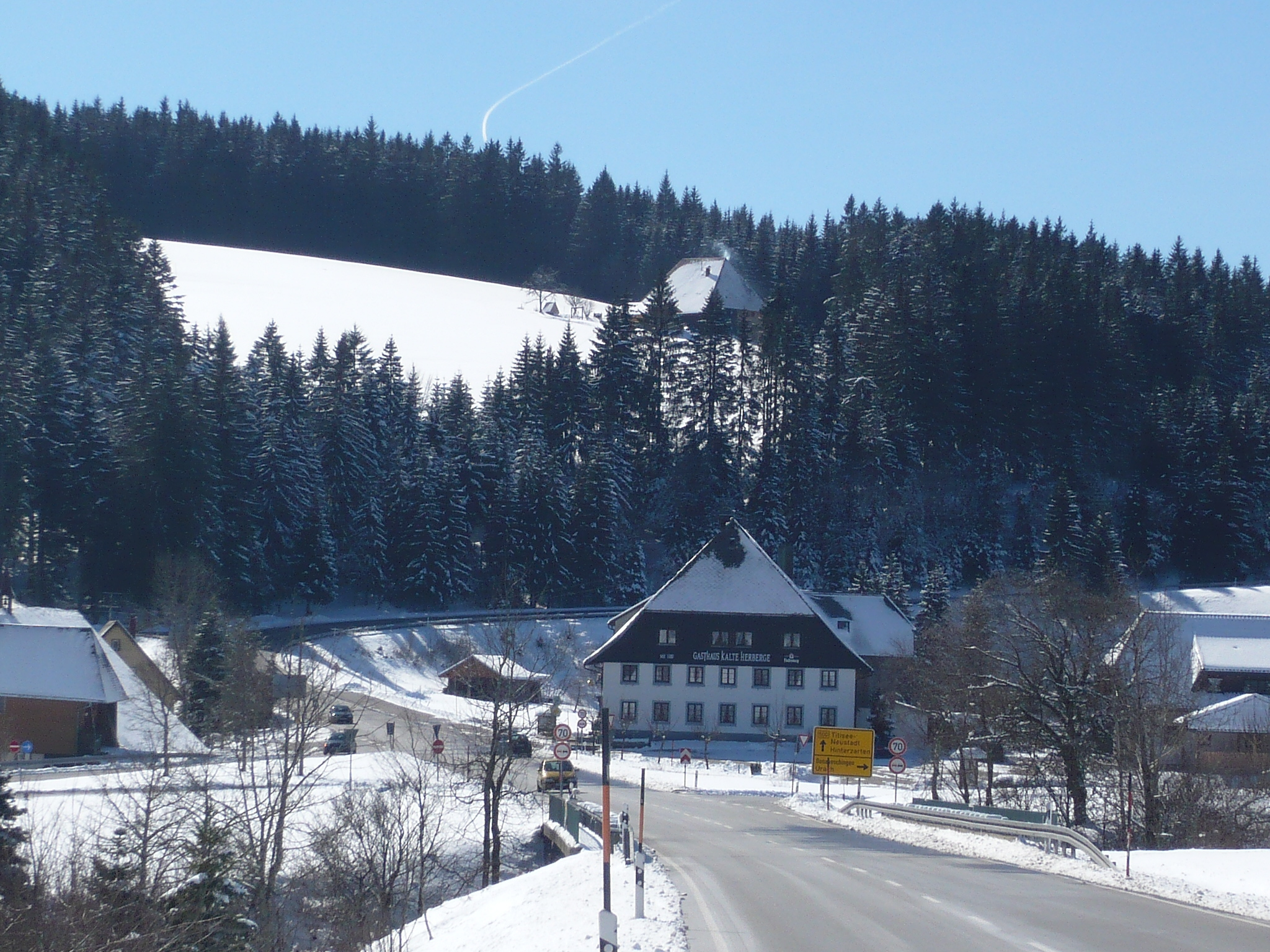
An der Kalten Herberge, etwa bei 33 km

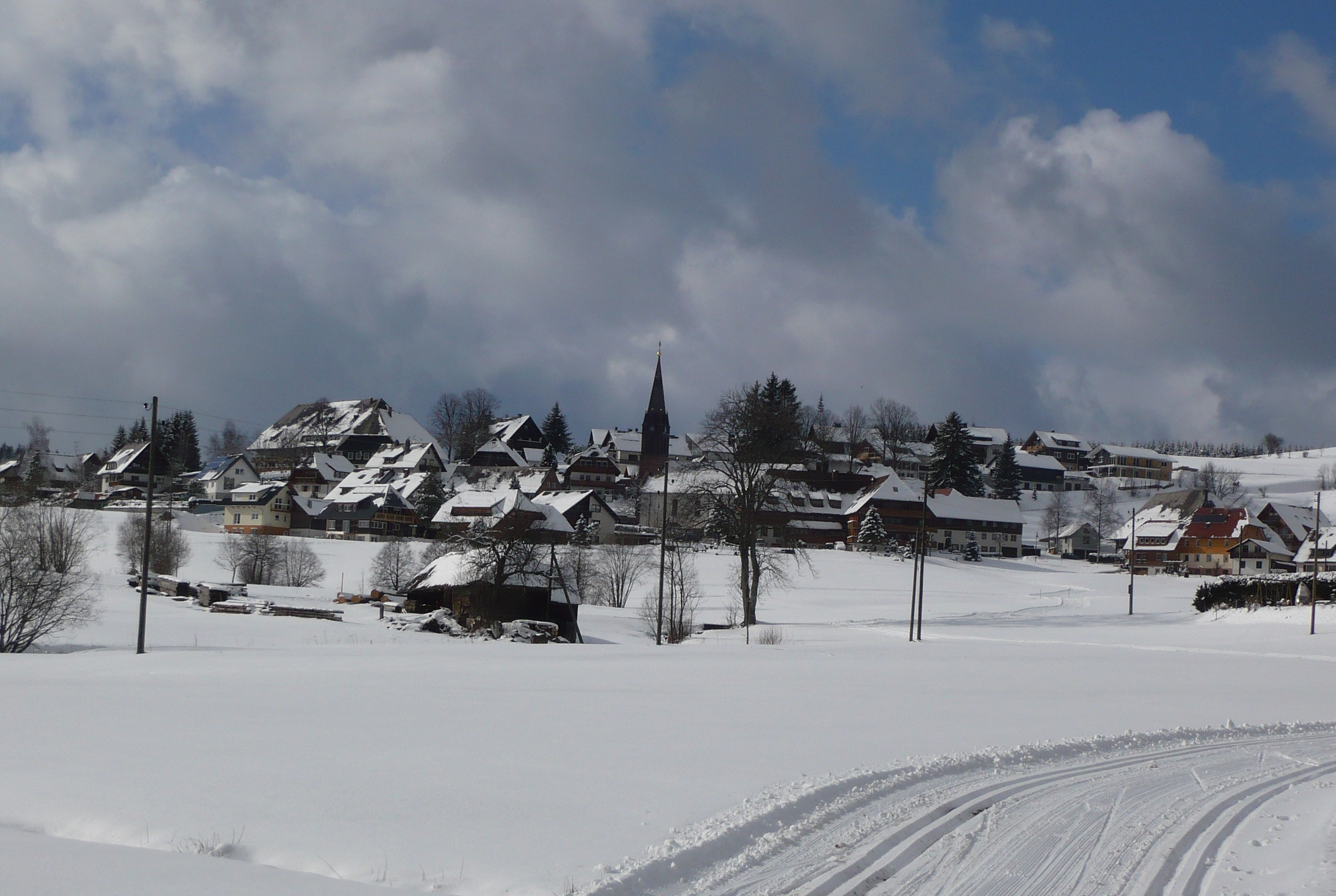
Blick auf Waldau, etwa bei 38,5 km

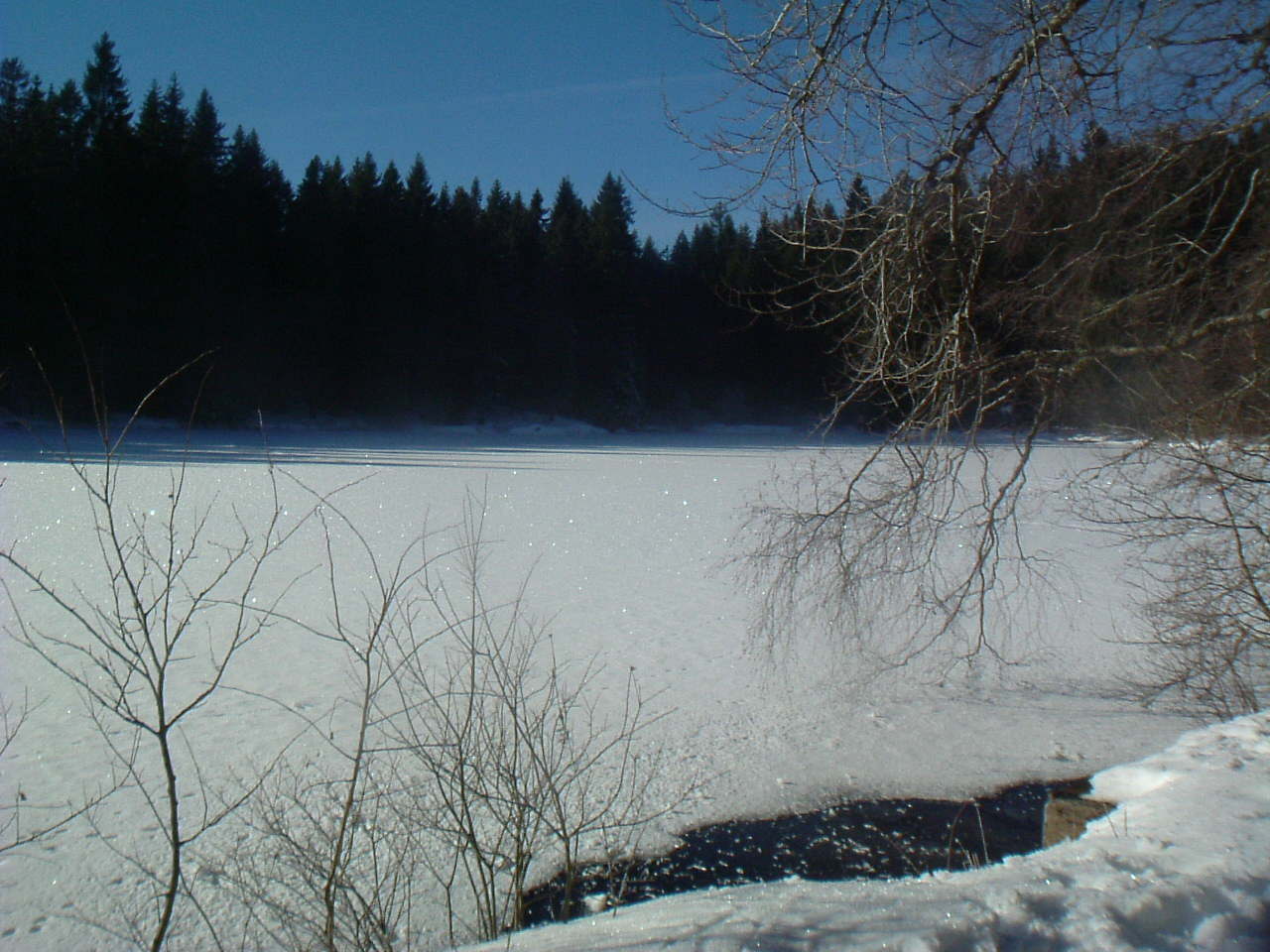
Mathisleweiher bei Hinterzarten, etwa bei 63 km

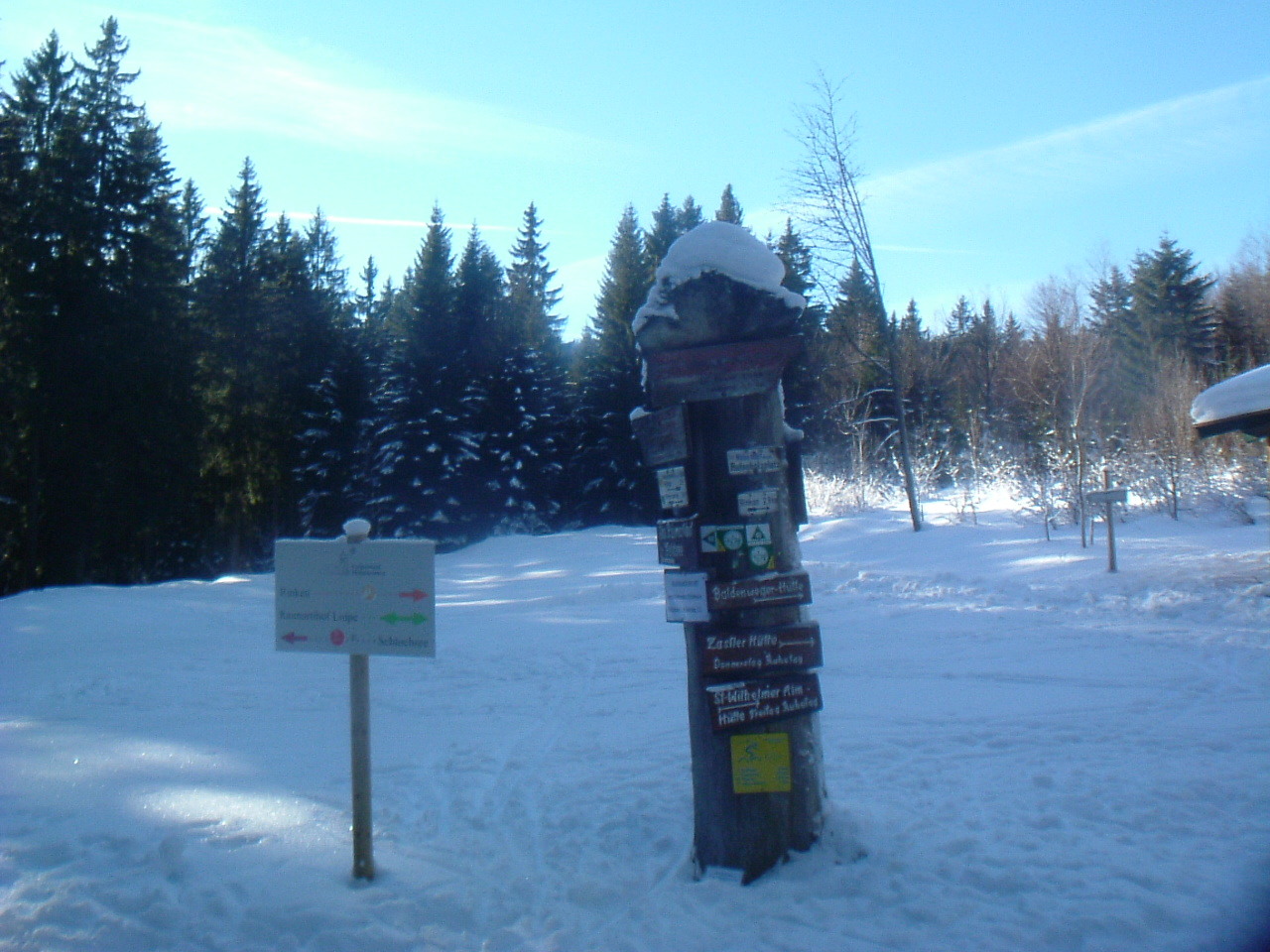
Am Rufenholzplatz, etwa bei 68 km

Der Fernskiwanderweg Schonach–Belchen ist der längste Skiwanderweg im Schwarzwald. Er verbindet die Langlaufzentren in Schonach und in Multen am Belchen, seine Gesamtlänge beträgt ca. 100 Kilometer. Damit ist er länger als der Fernskiwanderweg Hinterzarten–Schluchsee, der andere Fernskiwanderweg im Hochschwarzwald.

## Streckenverlauf
Der Fernskiwanderweg Schonach–Belchen verbindet die Langlaufzentren in Schonach und am Belchen und verknüpft in seinem Verlauf zahlreiche Rundloipen im mittleren und südlichen Schwarzwald. Er folgt dabei grob dem Verlauf der Bundesstraßen 500 (Schwarzwaldhochstraße) und 317.
Wichtige Stationen sind:
- Schonach (870 m) – Start, siehe Foto
- Schönwald (1000 m) – 7 km
- Martinskapelle (1095 m) – 15 km, siehe Foto
- Brend (1149 m) – 18,5 km, siehe Foto
- Alte Eck (1000 m) – 20 km
- Neueck (900 m) – 23 km
- Neukirch (960 m) – 25,5 km
- Kalte Herberge (1020 m) – 33 km, siehe Foto
- Fernhöhe (1100 m) – 35 km
- Lachenhäusle (1080 m) – 36,5 km
- Waldau (980 m) – 38,5 km, siehe Foto
- Schweizerhof (1010 m) – 40 km, siehe Foto
- Thurner (1030 m) – 42,5 km, siehe Foto
- Weißtannenhöhe (1190 m) – 48 km
- Heiligenbrunnen (1030 m) – 53,5 km
- Hinterzarten (890 m) – 60 km, siehe Foto
- Mathisleweiher (999 m) – 63 km, siehe Foto
- Rufenholzplatz (1095 m) – 68 km, siehe Foto
- Rinken (1200 m) – 71 km, siehe Foto
- Feldberg-Grüblesattel (1420 m) – 73,5 km, siehe Foto
- Todtnauer Hütte (1320 m) – 75,5 km
- Stübenwasen (1390 m) – 79,5 km, siehe Foto
- Hirschkopf (1260 m) – 81,5 km
- Notschrei (1120 m) – 86 km
- Trubelsmattkopf (1280 m) – 88 km
- Hörnle (1180 m) – 91 km, siehe Foto
- Oberer Itzenwald (1095 m) – 92 km
- Wiedener Eck (1030 m) – 93 km
- Lückle (1160 m) – 95 km
- Hohtann (1194 m) – 96 km
- Multen (1010 m) – Ziel, 100 km

Der Fernskiwanderweg verknüpft damit die Loipenzentren Schonach, Schönwald, Martinskapelle, Neukirch, Thurnerspur, Hinterzarten, Notschrei und Hohtann.
Die Streckenführung verbindet dabei weitgehend bereits vorhandene Rundloipen:
- Schonach bis Schönwald: Rundloipen Schonach: Höflebergloipe – Langenwaldloipe Weltcup-Runde – Loipenhaus-Runde – Leptig-Loipe – Panorama-Loipe
- Schönwald: Rundloipen Schönwald: Farnbergloipe – Weißenbachloipe – dann wieder auf der Farnbergloipe
- Schönwald bis Martinskapelle: Verbindungsloipe
- Martinskapelle bis Brend: zunächst Flutlicht-Loipe an der Martinskapelle, weiter Rosseck-Strecke Furtwangen (früher: Trimmloipe Martinskapelle – Rosseck Runde), danach Verbindungsloipe
- Brend bis Neukirch: Dorfloipe Neukirch
- Neukirch bis Waldau: Verbindungsloipe (an der Kalten Herberge: Abzweigung zur Loipe 1 Urach, die Loipe 2, die teilweise mit dem Fernskiwanderweg identisch war, wird seit einigen Jahren nicht mehr gespurt)
- Waldau: Rundloipe Waldau
- Waldau bis Thurner: Verbindungsloipe
- Thurner bis Weißtannenhöhe: Thurnerspur
- Weißtannenhöhe bis Fürsatz: Verbindungsloipe
- Fürsatz bis Hinterzarten: Fürsatzspur
- Hinterzarten bis Rinken: Rinkenloipe
- Rinken bis Todtnauer Hütte: nicht gespurt
- Todtnauer Hütte bis Notschrei: Stübenwasenspur
- Notschrei bis Hörnle: Schauinslandspur
- Hörnle bis Hohtann: Verbindungsloipe
- Hohtann: Försterspur
- Hohtann bis Multen: Verbindungsloipe

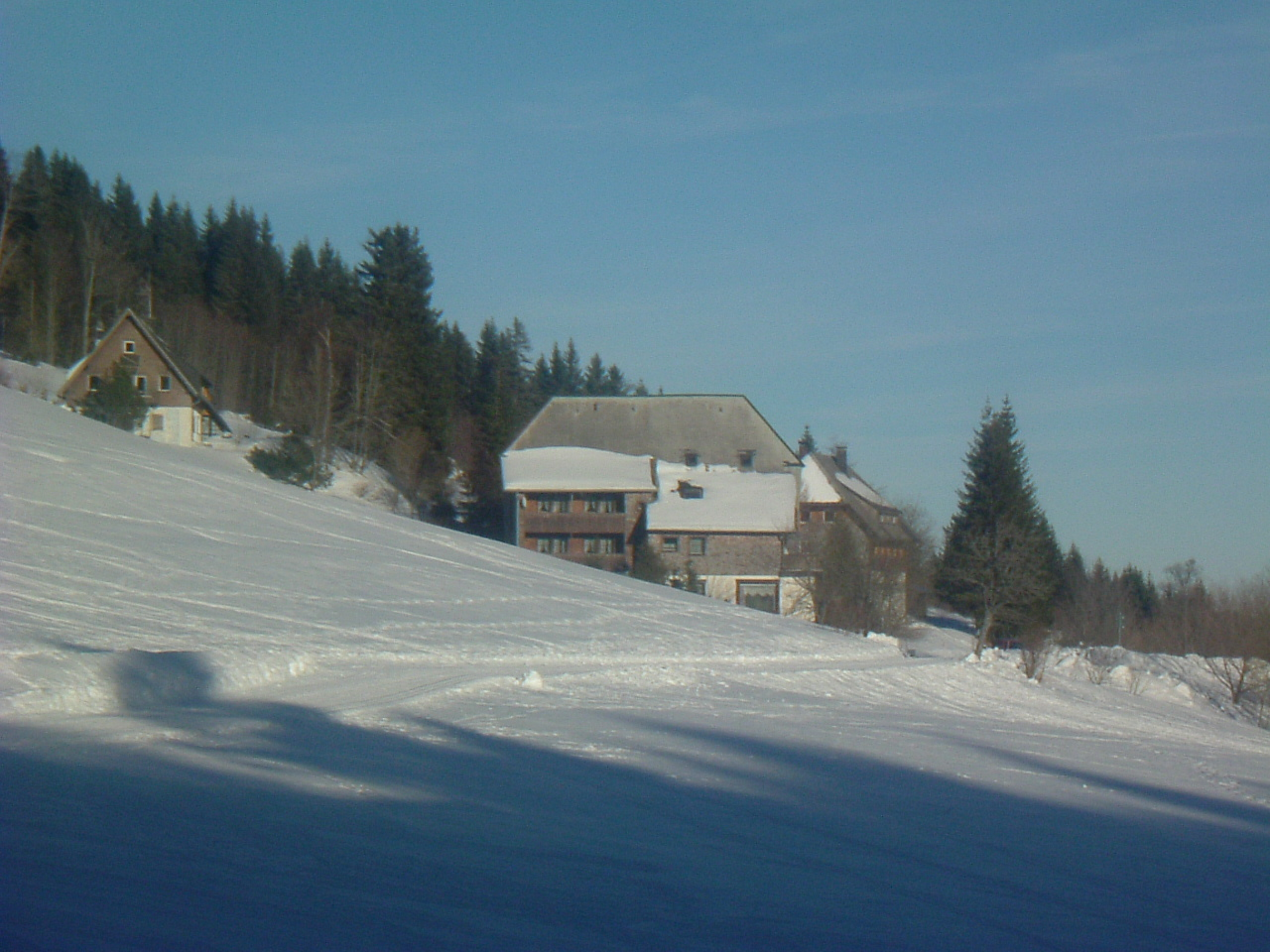
Am Rinken, etwa bei 71 km
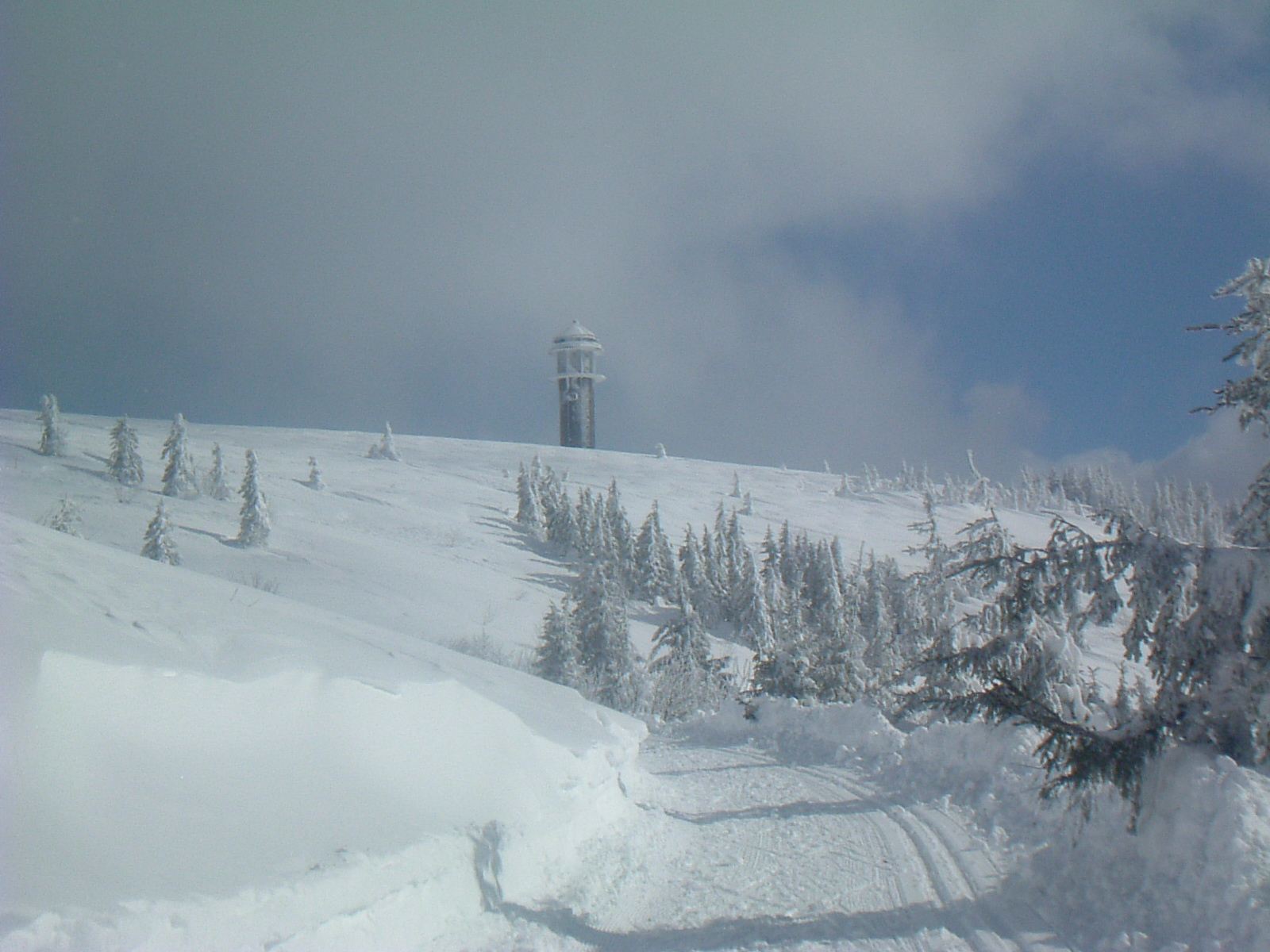
Blick zum Seebuck in der Nähe der Todtnauer Hütte, etwa bei 75 km
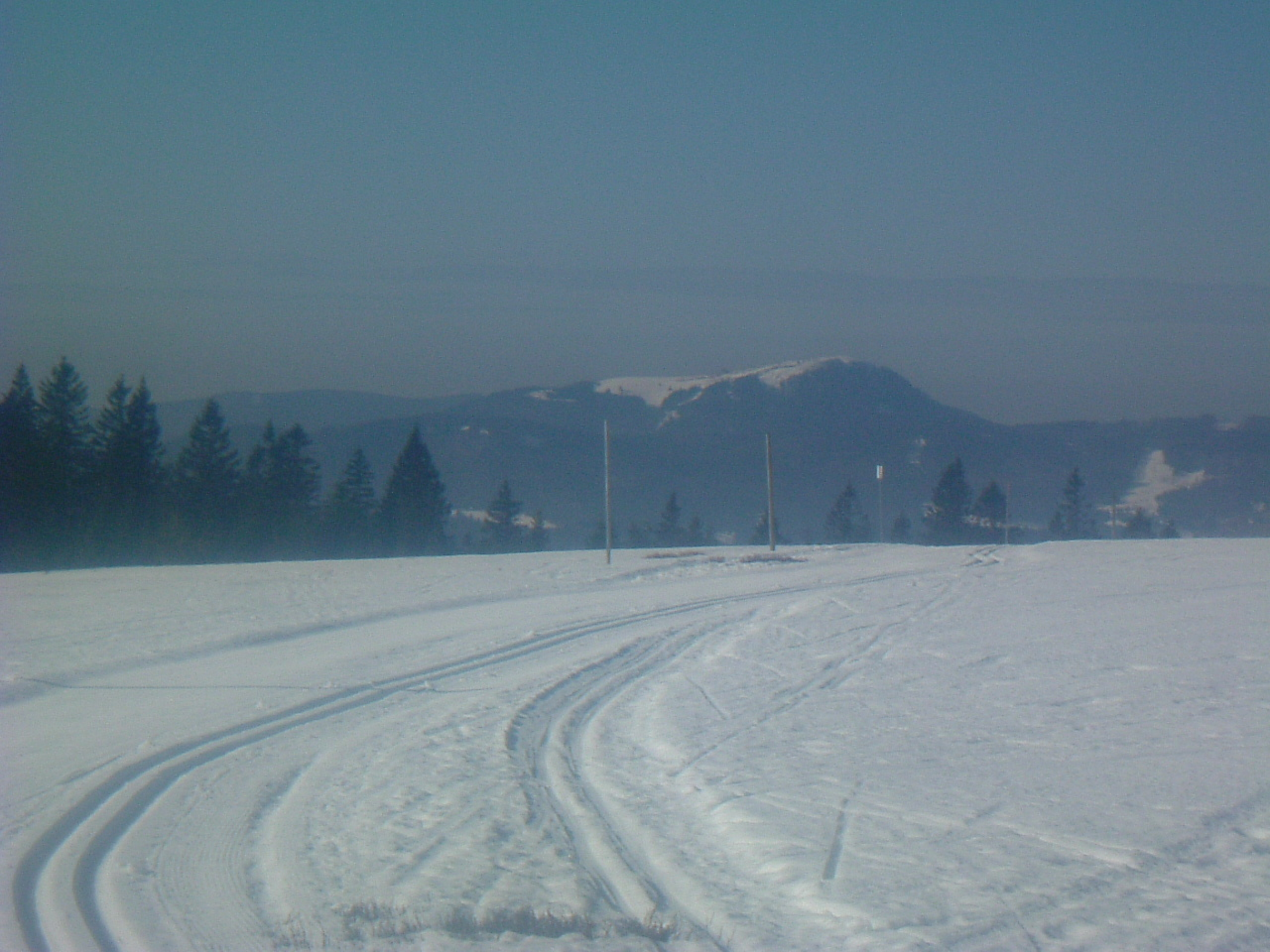
Am Stübenwasen mit Blick auf den Belchen, etwa bei 79,5 km

## Technik, Spur
Der Fernskiwanderweg Schonach–Belchen wird nahezu durchgängig für die klassische Technik maschinell gespurt. Lediglich im Naturschutzgebiet Feldberg, zwischen Rinken und Todtnauer Hütte, wird aufgrund der Lawinengefahr nicht gespurt. Hier müssen die Läufer ihre Spur selbst treten.
Die Loipe ist durchgängig mit orangefarbenen Schildern und – auf Freiflächen – mit Markierungsstangen bezeichnet. Dies gilt auch für den nicht gespurten Abschnitt am Feldberg. Im März 2006 wurde der Fernskiwanderweg von Schonach bis zum Belchen vollständig neu vermessen und daraufhin im November 2006 komplett neu markiert.
Skating ist auf dem Fernskiwanderweg nicht erlaubt, da die Streckenführung jedoch weitgehend bereits vorhandene Rundloipen verbindet, ist auf einigen Teilstrecken Skating dann möglich, wenn diese Rundloipen für diese Technik ausgelegt sind. Dies betrifft etwa Loipen in Hinterzarten und am Notschrei.

## Höhenprofil, Charakter, Anspruch
Bei einer Gesamtlänge von 100 Kilometern hat die Strecke ihren tiefsten Punkt mit 870 Metern zu Anfang in Schonach. Ähnlich tief wird Hinterzarten mit 890 Meter passiert vor dem Anstieg zum höchsten Punkt mit 1420 Metern am Feldberg. Dieser Höhenunterschied von 530 Metern macht knapp ein Viertel der insgesamt rund 2300 Anstiegshöhenmeter aus, denen zahlreiche Abfahrten gegenüberstehen (etwa 1850 Höhenmeter).
Wettbewerbe, die auf dieser Strecke abgehalten werden, werden in Zeiten von etwas über fünf bis siebeneinhalb Stunden gewonnen, der normale Langläufer teilt sich die Strecke jedoch meist in drei Tagesetappen à 30 bis 35 Kilometern ein. Die Touristenverbände an der Strecke bieten für solche Touren Vorschläge mit Übernachtungen an.

## Organisation
Der Fernskiwanderweg wird von der Arbeitsgemeinschaft Skiwanderwege Schwarzwald e. V. mit Sitz in Schonach markiert und gepflegt. Ihr gehören zahlreiche Loipenvereine, Städte und Gemeinden sowie Skiclubs als Mitglieder an. Planung, Anlage und Unterhaltung des Fernskiwanderwegs erfolgen mit Unterstützung der Baden-Württembergischen Landesforstverwaltung, des Naturparks Südschwarzwald e. V., des Deutschen Skiverbandes und der anliegenden Gemeinden.
Die Benutzung des Fernskiwanderwegs ist unentgeltlich.

## Wettbewerbe
Auf der Strecke des Fernskiwanderwegs werden regelmäßig Langlaufrennen abgehalten:
Bis 2006:
- der 100-Kilometer-Rucksacklauf um den „Wäldercup“, von Schonach bis Multen, im Februar, organisiert von der ArGe Skiwanderwege Schwarzwald e. V.
- der Schwarzwälder Ski-Marathon (SSM), dessen Strecke von Schonach bis Hinterzarten (60 km) mit der des Fernskiwanderwegs identisch ist (mit der Variante des Einsteiger-SSM über 35 km von Neukirch nach Hinterzarten), organisiert vom Verein Schwarzwälder Ski-Marathon e. V., von 1974 bis 2005

Seit 2006:
Aufgrund der schlechten Schneeverhältnisse in den vergangenen Jahren musste der Schwarzwälder Ski-Marathon mehrfach abgesagt werden. Aus diesem Grund sanken über die Jahre die Teilnehmerzahlen so stark, dass die wirtschaftlich erforderlichen Teilnehmerzahlen nicht mehr erreicht werden konnten. Seit seiner ersten Durchführung im Jahr 1974 war der Ski-Marathon 32 Mal ausgeschrieben worden, er konnte allerdings nur 19 Mal durchgeführt werden. 13 Mal wurde er wegen Schneemangels abgesagt.
Aus diesen Gründen wurde der Verein Schwarzwälder Ski-Marathon e. V. aufgelöst und die beiden Rennen zusammengelegt. Seit 2006 wird zu einem Termin im Februar der 100-Kilometer-Rucksacklauf um den „Wäldercup“ mit der Variante des Kleinen Rucksacklaufs (60 km) organisiert.